# فريق الإنقاذ
فريق الإنقاذ أو طيور الرعد مسلسل أنمي ياباني يتكون من 26 حلقة بدأ عرضه في 17 ابريل 1982 واستمر حتى 11 سبتمبر 1982.

## روابط خارجية
- فريق الإنقاذ (أنمي) في شبكة أخبار الأنمي
- فريق الإنقاذ على موقع IMDb (الإنجليزية)
- فريق الإنقاذ على موقع قاعدة بيانات الفيلم (الإنجليزية)
- فريق الإنقاذ على موقع ANN anime (الإنجليزية)